# Queen on Fire - Live at the Bowl
Queen on Fire: Live at the Bowl es el cuarto álbum en vivo de la banda de rock Queen, lanzado al mercado por EMI el 25 de octubre de 2004 en el Reino Unido. Fue grabado en el Hot Space Tour en 1982, y lanzado el 25 de octubre de 2004 junto con un DVD del mismo concierto.

## Listado de canciones
| CD 1 |                                                        |                 |          |  |
| N.º  | Título                                                 | Escritor(es)    | Duración |  |
| 1.   | «Flash» (de Flash Gordon, 1980)                        | Brian May       | 1:55     |  |
| 2.   | «The Hero» (de Flash Gordon, 1980)                     | Brian May       | 1:44     |  |
| 3.   | «We Will Rock You (Fast)» (de News of the World, 1977) | Brian May       | 3:17     |  |
| 4.   | «Action This Day» (de Hot Space, 1982)                 | Roger Taylor    | 4:53     |  |
| 5.   | «Play The Game» (de The Game, 1980)                    | Freddie Mercury | 4:31     |  |
| 6.   | «Staying Power» (de Hot Space, 1982)                   | Freddie Mercury | 4:04     |  |
| 7.   | «Somebody To Love» (de A Day at the Races, 1976)       | Freddie Mercury | 7:54     |  |
| 8.   | «Now I'm Here» (de Sheer Heart Attack, 1974)           | Brian May       | 6:18     |  |
| 9.   | «Dragon Attack» (de The Game, 1980)                    | Brian May       | 4:17     |  |
| 10.  | «Now I'm Here (Reprise)» (de Sheer Heart Attack, 1974) | Brian May       | 2:20     |  |
| 11.  | «Love of my Life» (de A Night at the Opera, 1975)      | Freddie Mercury | 4:22     |  |
| 12.  | «Save Me» (de The Game, 1980)                          | Brian May       | 4:01     |  |
| 13.  | «Back Chat» (de Hot Space, 1982)                       | John Deacon     | 5:01     |  |

| CD 2 |                                                      |                        |          |  |
| N.º  | Título                                               | Escritor(es)           | Duración |  |
| 1.   | «Get Down, Make Love» (de News of the World, 1977)   | Freddie Mercury        | 3:40     |  |
| 2.   | «Guitar Solo»                                        | Brian May              | 6:22     |  |
| 3.   | «Under Pressure» (de Hot Space, 1982)                | David Bowie, Queen     | 3:50     |  |
| 4.   | «Fat Bottomed Girls» (de Jazz, 1978)                 | Brian May              | 5:26     |  |
| 5.   | «Crazy Little Thing Called Love» (de The Game, 1980) | Freddie Mercury        | 4:16     |  |
| 6.   | «Bohemian Rhapsody» (de A Night at the Opera, 1975)  | Freddie Mercury        | 5:38     |  |
| 7.   | «Tie Your Mother Down» (de A Day at the Races, 1976) | Brian May              | 4:09     |  |
| 8.   | «Another One Bites the Dust» (de The Game, 1980)     | John Deacon            | 3:50     |  |
| 9.   | «Sheer Heart Attack» (de News of the World, 1977)    | Roger Taylor           | 3:25     |  |
| 10.  | «We Will Rock You» (de News of the World, 1977)      | Brian May              | 2:08     |  |
| 11.  | «We Are the Champions» (de News of The World, 1977)  | Freddie Mercury        | 3:28     |  |
| 12.  | «God Save The Queen» (de A Night at the Opera, 1975) | Brian May, Tradicional | 1:24     |  |

## Instrumentos Empleados
Este concierto es una prueba de los distintos instrumentos que la banda usaba en la gira 'Hot Space'. Roger tocaba su batería Ludwig plateada, con pads electrónicos Simmons incorporados (los usaba más que todo en 'Action this Day', 'Another One Bites' y 'Back Chat'), y Freddie tocaba su piano Steinway así como una guitarra electro acústica de 12 cuerdas marca Ovation. Spike Edney usaba dos Roland Jupiter 8 y un Oberheim OBX, además de tocar 'Crazy Little Thing Called Love' en el piano de Freddie.
John Deacon tocaba su bajo Fender Precision modelo 1968 de color natural en casi todas las obras, excepto 'Back Chat', 'Another One Bites' y 'Sheer Heart Attack', donde usaba un Music Man Stingray que había comprado en Estados Unidos a principios de 1976; en 'Under Pressure' tocaba otro Fender, de color gris, que le había dado la fábrica en 1981 en Los Ángeles; en 'Staying Power' no tocaba bajo sino guitarra eléctrica (Fender Telecaster), y la línea del bajo era hecha por los sintetizadores. Como respaldo, tenía un bajo Kramer personalizado, que uso en la canción 'Las Palabras De Amor'.
Brian May tocaba la mayoría del set con su Red Special, pero había varias excepciones: 'Action This Day' la hizo en la réplica color natural hecha por John Birch, así como 'Dragon Attack' y el final de 'Now I'm Here', probablemente por problemas de afinación. 'Love Of My Life' la tocaba en una Ovation electroacústica de 12 cuerdas, que también usaba para el inicio de 'Crazy Little Thing Called Love'. 'Save Me' la comenzaba en el piano de Freddie, luego se levantaba y tocaba la guitarra eléctrica, y el solo de 'Crazy Little Thing Called Love' lo tocaba en una Fender Telecaster negra y luego pasaba a tocar la red special.

## Material Extra en el DVD
- Documental del backstage
- Entrevista a Freddie Mercury
- Entrevista a Brian May y Roger Taylor

| Concierto de Stadthalle, Viena, Austria. 12.05.1982 |                              |              |          |  |
| N.º                                                 | Título                       | Escritor(es) | Duración |  |
| 1.                                                  | «Another One Bites the Dust» |              | 3:49     |  |
| 2.                                                  | «We Will Rock You»           |              | 2:08     |  |
| 3.                                                  | «We Are the Champions»       |              | 3:28     |  |
| 4.                                                  | «God Save The Queen»         |              | 1:24     |  |

| Concierto de Seibu Lions Stadium, Tokio, Japón. 03.11.1982 |                                         |              |          |  |
| N.º                                                        | Título                                  | Escritor(es) | Duración |  |
| 1.                                                         | «Flash»                                 |              | 1:44     |  |
| 2.                                                         | «Now I'm Here»                          |              | 6:18     |  |
| 3.                                                         | «Improptu»                              |              | 3:47     |  |
| 4.                                                         | «Put Out the Fire» (de Hot Space, 1982) | Brian May    | 3:40     |  |
| 5.                                                         | «Dragon Attack»                         |              | 4:16     |  |
| 6.                                                         | «Now I'm Here (Reprise)»                |              | 2:20     |  |
| 7.                                                         | «Crazy Little Thing Called Love»        |              | 4:15     |  |
| 8.                                                         | «Teo Torriate (Let us Cling Together)»  |              | 5:54     |  |

- Galería de Fotos - Canción de fondo "Calling All Girls"